# Schwammerling

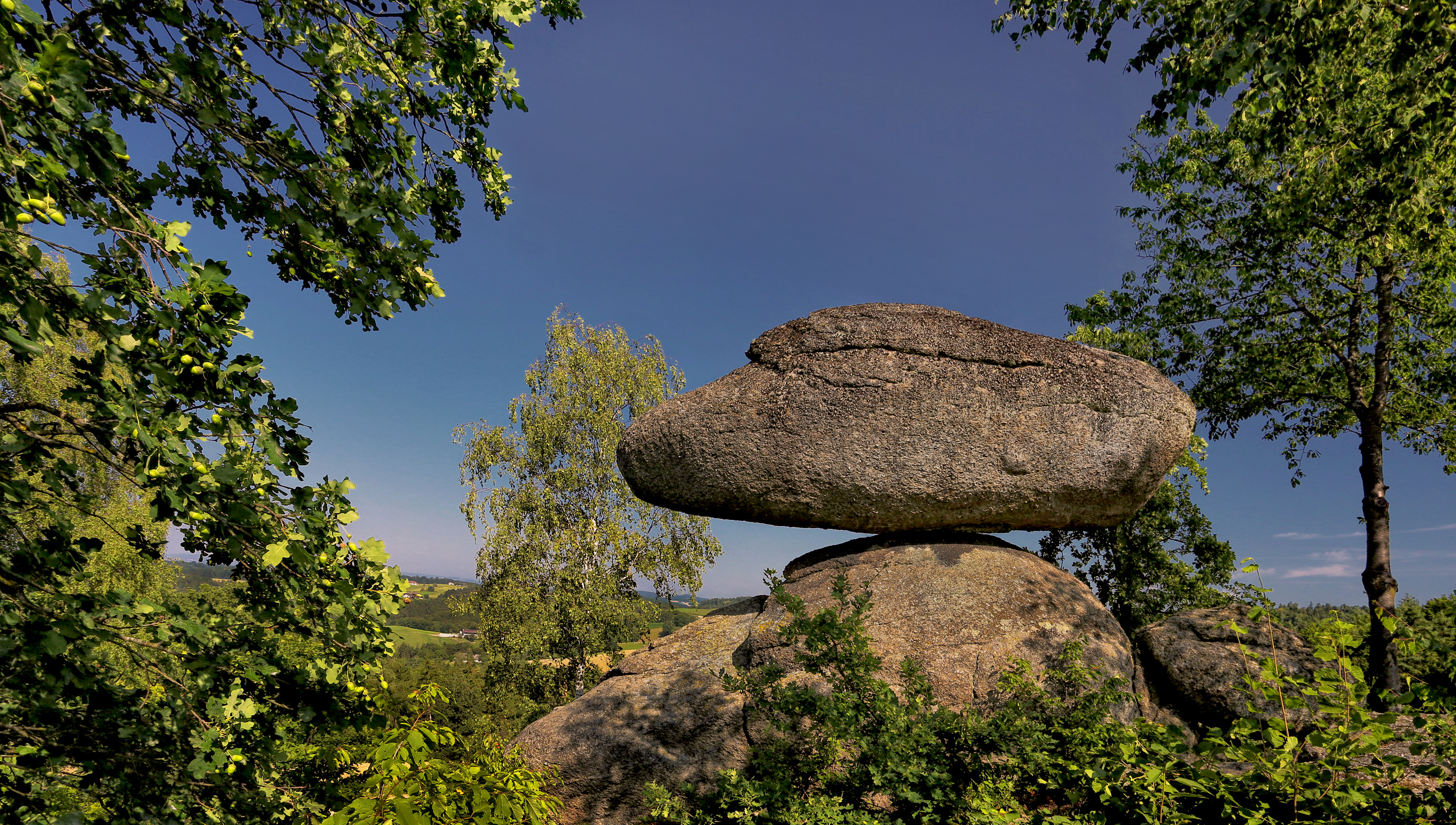
Schwammerling – Wahrzeichen der Gemeinde Rechberg und des Naturparks Mühlviertel

Der Schwammerling im Naturpark Mühlviertel in der Gemeinde Rechberg im Bezirk Perg ist ein seit 1984 im oberösterreichischen Naturschutzbuch eingetragenes Naturdenkmal.

## Beschreibung
Der Wackelstein aus Weinsberger Granit gilt als weithin sichtbares Wahrzeichen der Gemeinde und des Naturparks. Er ist Teil einer Felseninsel inmitten landwirtschaftlich genutzten Gebietes. Der Wackelstein liegt in unmittelbarer Nähe des Güterwegs Schwammerling und wird durch einen markierten Wanderweg erschlossen.
Auf einem Granitblock mit einer Höhe von 3,5 Metern, einer Breite von 4 Metern und einer Länge von 8 Metern lagert ein wollsackartig verwitterter Block mit ovaler Form mit einer Höhe von 2 Metern, und einer Länge von 5 Metern.
Das Felsgebilde weist eine typische Verwitterungsform auf, die durch die petrographische Struktur dieses Gesteins hervorgerufen wird. Es ist von einem lichten Baumbestand (vorwiegend Eichen und Birken) bewachsen.

## Trivia
Die Legende besagt, dass die französischen Truppen unter Napoleon, als sie versucht haben mit Seilen und Pferden den Koloss herabzustürzen, den Stein so verrückten, dass dieser seitdem nicht mehr zum Wackeln gebracht werden kann.